# Scotargus grancanariensis
Scotargus grancanariensis là một loài nhện trong họ Linyphiidae.
Loài này thuộc chi Scotargus. Scotargus grancanariensis được Jörg Wunderlich miêu tả năm 1992.